# Kurt Bartels (Handballspieler)
Kurt Bartels (* 21. Februar 1937; † 26. Juni 2013) war ein deutscher Handballspieler und Handballtrainer.

## Werdegang
Kurt Bartels spielte bereits in der Jugend für den THW Kiel, dabei lief er beim Feldhandball als Verteidiger und in der Halle als Kreisläufer auf. Von 1956 bis 1966 gehörte er zur Männermannschaft der Zebras, mit der er 1957, 1962 und 1963 deutscher Meister wurde.
Als Trainer war Bartels zunächst beim TuS Holtenau tätig, ab 1968 trainierte er die Handballerinnen des KSV Holstein. Nachdem er 1970 mit Holstein Vizemeister wurde, gewann das Team am 18. April 1971 gegen die Frauen des 1. FC Nürnberg vor 3500 Zuschauern in der Kieler Ostseehalle mit 6:4 die deutsche Meisterschaft. 1972 wurde Bartels Co-Trainer von Hein Dahlinger beim THW Kiel. Als Dahlinger im November 1972 nach der 15:17-Heimniederlage gegen den Hamburger SV zurücktrat, übernahm Bartels gemeinsam mit Ligaobmann Rolf Krabbenhöft und dem Kieler Spieler Bernd Struck das Training des THW. Die drei konnten aber den Abstieg in die Regionalliga am Ende der Saison 1972/73 nicht verhindern. Neuer Kieler Trainer wurde in der Folgesaison Adolf Gabriel, der bereits ein Jahr zuvor den Trainerposten beim KSV Holstein von Bartels übernommen hatte.
Später trainierte Bartels noch den TSV Altenholz, mit dem ihm 1975 als Meister der Regionalliga Nord der Aufstieg in die Handball-Bundesliga gelang.

## Privates
Kurt Bartels war der Großvater des Fußballprofis Fin Bartels.